# Rupert Friend
Rupert William Anthony Friend (Cambridge, 1981. október 9.) brit színész, rendező, szövegíró, forgatókönyvíró.

## Fiatalkora
Cambridge-ben született, és az Oxfordshire-i Stonesfieldben nőtt fel. A Marlborough Schoolban tanult, majd a Webber Douglas Academy of Dramatic Art iskolában folytatta tanulmányait.
Miután látta az Indiana Jones és az utolsó kereszteslovag című filmet, elhatározta, hogy régész szeretne lenni. Később azonban nem találta olyan izgalmasnak a szakmát, mint amilyennek a filmben tűnt, ezért a színészet felé fordult. Marlon Brando és Daniel Day-Lewis volt rá a legnagyobb hatással, utóbbit „gyerekkori hősének” nevezte.

## Pályafutása
Karrierje 2004-ben kezdődött.

## Magánélete
2005-től 2010-ig Keira Knightley színésznő párja volt.
2013-ban ismerkedett meg Aimee Mullins sportolóval, 2016. május 1-jén házasodtak össze.

## Filmográfia

### Film
| Év   | Magyar cím                          | Eredeti cím                             | Szerep                                         | Magyar hang          |
| ---- | ----------------------------------- | --------------------------------------- | ---------------------------------------------- | -------------------- |
| 2004 | Rochester grófja – Pokoli kéj       | The Libertine                           | Downs                                          | Fenyő Iván           |
| 2005 | Büszkeség és balítélet              | Pride & Prejudice                       | Mr. Wickham                                    | Viczián Ottó         |
| 2005 | Különös barátság                    | Mrs. Palfrey at the Claremont           | Ludovic Meyer                                  | Hamvas Dániel        |
| 2007 | A Hold és a csillagok               | The Moon and the Stars                  | Renzo Daverio / Spoletta                       | Dányi Krisztián      |
| 2007 | Törvénytelen                        | Outlaw                                  | Sandy Mardell                                  | Molnár Levente       |
| 2007 | Az utolsó légió                     | The Last Legion                         | Demetrius                                      | Seder Gábor          |
| 2007 | Szűzlányok ajándéka                 | Virgin Territory                        | Alessandro Felice                              | Varga Rókus          |
| 2007 | Selyem                              | Silk                                    | statiszta az esküvőn (stáblistán nem szerepel) |                      |
| 2008 |                                     | Jolene                                  | Coco Leger                                     |                      |
| 2008 | A csíkos pizsamás fiú               | The Boy in the Striped Pyjamas          | Kurt Kotler hadnagy                            | Csőre Gábor          |
| 2009 | Az ifjú Viktória királynő           | The Young Victoria                      | Albert herceg                                  | Seder Gábor          |
| 2009 | Chéri – Egy kurtizán szerelme       | Chéri                                   | Chéri                                          | Viczián Ottó         |
| 2010 |                                     | The Kid                                 | Kevin Lewis                                    |                      |
| 2010 |                                     | Lullaby for Pi                          | Sam                                            |                      |
| 2011 | 5 nap háború                        | 5 Days of War                           | Thomas Anders                                  | Czető Roland         |
| 2012 | Írd a karjára: Szeretnek!           | To Write Love on Her Arms               | David McKenna                                  | Rába Roland          |
| 2013 | A zéró elmélet                      | The Zero Theorem                        | férfi az utcai reklámfilmben                   |                      |
| 2013 |                                     | Starred Up                              | Oliver                                         |                      |
| 2014 |                                     | Meet Me in Montenegro                   | Stephen                                        |                      |
| 2015 | Hitman: A 47-es ügynök              | Hitman: Agent 47                        | 47-es ügynök                                   | Rába Roland          |
| 2017 | Sztálin halála                      | The Death of Stalin                     | Vaszilij Sztálin                               | Fenyő Iván           |
| 2018 | Van Gogh az örökkévalóság kapujában | At Eternity's Gate                      | Theo van Gogh                                  | Zöld Csaba           |
| 2018 | Egy kis szívesség                   | A Simple Favor                          | Dennis Nylon                                   | Haagen Imre          |
| 2021 |                                     | Separation                              | Jeff Vahn                                      |                      |
| 2021 | Végtelen                            | Infinite                                | Bathurst 1985                                  |                      |
| 2021 | A Francia Kiadás                    | The French Dispatch                     | Fúróőrmester                                   |                      |
| 2022 | Waldo                               | Last Looks                              | Wilson Sikorsky                                |                      |
| 2023 | Asteroid City                       | Asteroid City                           | Montana / Asquith Eden                         | Kárpáti Levente      |
| 2023 | A hattyú                            | The Swan                                | narrátor                                       |                      |
| 2023 | A patkányfogó                       | The Rat Catcher                         | Claud                                          |                      |
| 2024 | Bűvös Négerek Amerikai Társasága    | The American Society of Magical Negroes | Mick                                           |                      |
| 2024 | Fekete kanári                       | Canary Black                            | David Brooks                                   | Kovács Lehel         |
| 2025 | Társ                                | Companion                               | Szergej                                        | Makranczi Zalán      |
| 2025 |                                     | Dreams                                  | Jake McCarthy                                  |                      |
| 2025 |                                     | After This Death                        | Ted                                            |                      |
| 2025 | A föníciai séma                     | The Phoenician Scheme                   | Excaliber                                      | Kárpáti Levente      |
| 2025 | Jurassic World: Újjászületés        | Jurassic World Rebirth                  | Martin Krebs                                   | Bányai Kelemen Barna |

### Televízió
| Év        | Magyar cím                  | Eredeti cím          | Szerep           | Megjegyzések                                             |
| --------- | --------------------------- | -------------------- | ---------------- | -------------------------------------------------------- |
| 2012–2017 | Homeland – A belső ellenség | Homeland             | Peter Quinn      | főszereplő (55 epizód)                                   |
| 2018–2019 |                             | Strange Angel        | Ernest Donovan   | főszereplő (15 epizód)                                   |
| 2018–2020 |                             | Dream Corp, LLC      | 62-es páciens    | 2 epizód                                                 |
| 2022      | Egy botrány anatómiája      | Anatomy of a Scandal | James Whitehouse | - minisorozat (6 epizód) - magyar hangja: - Kovács Lehel |
| 2022      | Obi-Wan Kenobi              | Obi-Wan Kenobi       | Főinkvizítor     | - minisorozat (4 epizód) - magyar hangja: - Kálid Artúr  |
| 2023      | Sivatagi rejtélyek          | High Desert          | Guru Bob         | - minisorozat (8 epizód)                                 |